# 650'erne
Århundreder: 6. århundrede – 7. århundrede – 8. århundrede
Årtier: 600'erne 610'erne 620'erne 630'erne 640'erne – 650'erne – 660'erne 670'erne 680'erne 690'erne 700'erne
År: 650 651 652 653 654 655 656 657 658 659

## Begivenheder
- Ifølge traditionen er det i dette tidsrum at Koranen nedskrives.